# 洛特多夫巴赫河
47°43′38″N 11°19′05″E / 47.72720°N 11.31809°E

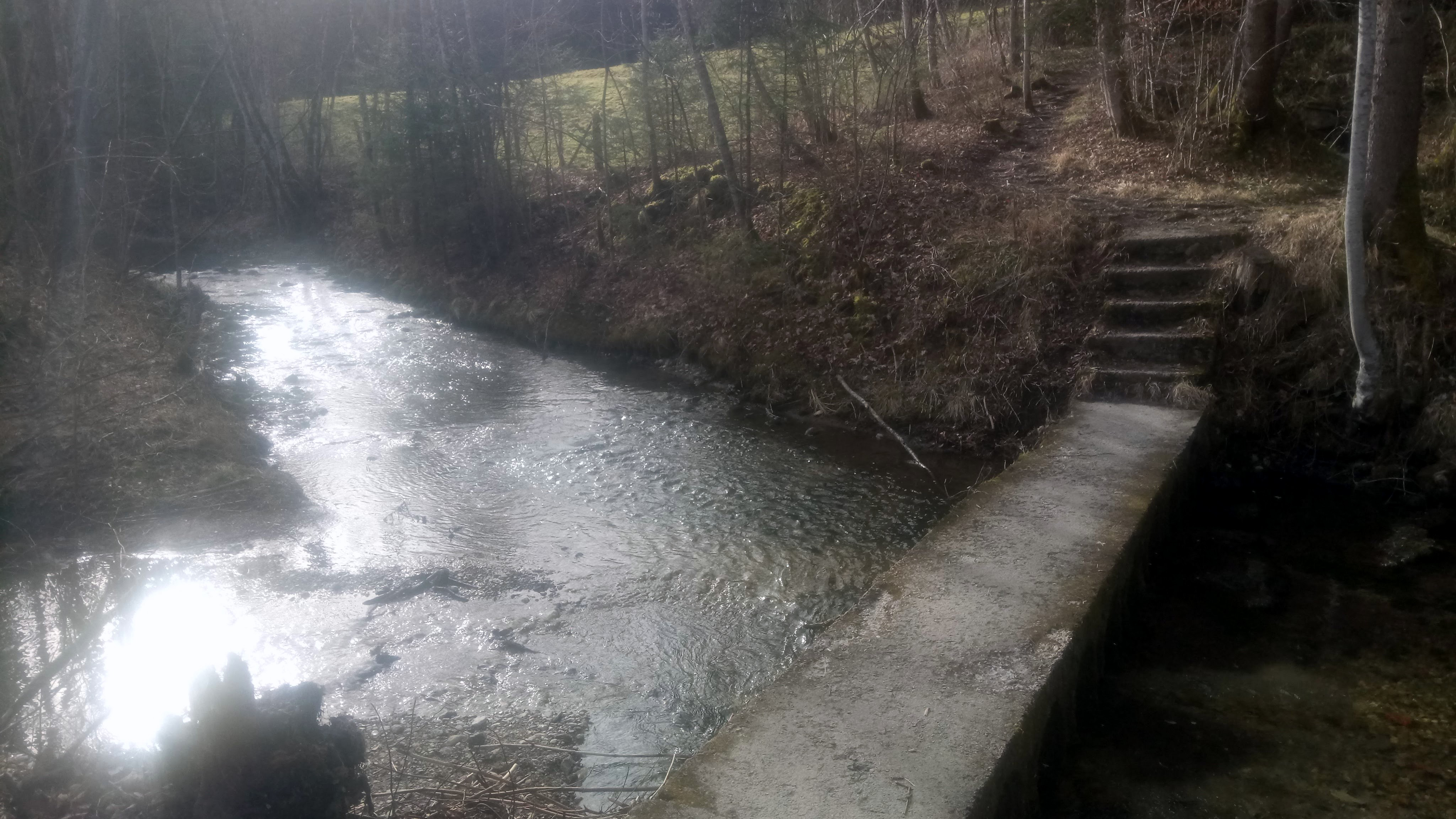

洛特多夫巴赫河是德國的河流，位於該國東南部，由巴伐利亞負責管轄，屬於辛德爾斯巴赫河的右支流，河道全長8公里，流經魏爾海姆-雄高縣。